# Grimpoteuthidae
I Grimpoteutidi (Grimpoteuthidae O'Shea, 1999) sono una famiglia di polpi bentopelagici, composta attualmente da tre generi riconosciuti. Questi animali si distinguono per la presenza di un'ampia membrana interbrachiale e pinne relativamente grandi, che consentono loro di nuotare con forza.

## Descrizione
I Grimpoteutidi possiedono una conchiglia interna fortemente sagomata a forma di U, V o W (un residuo del gladio) che sostiene i muscoli delle grandi pinne. Queste pinne sono proporzionalmente molto più grandi rispetto a quelle degli Opistoteutidi, loro stretti parenti, permettendo ai Grimpoteutidi di nuotare con maggiore forza utilizzando esclusivamente le pinne. Questo li distingue dagli Opistoteutidi, che utilizzano principalmente la membrana interbrachiale per il nuoto. A differenza delle famiglie dei Cirroctopodidi e degli Opistoteutidi, nei Grimpoteutidi i nervi ottici diretti a ciascun occhio formano un unico fascio, mentre nelle altre famiglie sono presenti fasci nervosi multipli separati. La membrana interbrachiale estesa è una caratteristica condivisa con gli Opistoteutidi e i Cirroctopodidi.

## Distribuzione e habitat
Sono conosciuti per l'oceano Atlantico e per l'oceano Pacifico dove vivono prevalentemente nel piano abissale fino a profondità di oltre 4000 metri.

## Tassonomia
Attualmente, nella famiglia dei Grimpoteutidi sono riconosciuti tre generi e 20 specie. Studi molecolari hanno costantemente confermato che questa famiglia è distinta dagli Opistoteutidi e dai Cirroctopodidi. Molte specie appartenenti ai Grimpoteutidi sono conosciute da un numero molto limitato di esemplari (in alcuni casi da un unico esemplare), rendendo la tassonomia all'interno della famiglia altamente incerta. Diverse specie attribuite al genere Grimpoteuthis potrebbero infatti appartenere al genere Cryptoteuthis o addirittura rappresentare nuovi generi ancora da descrivere.
- Genere Cryptoteuthis M. A. Collins, 2004
  - Cryptoteuthis brevibracchiata M. A. Collins, 2004

- Genere Grimpoteuthis G. C. Robson, 1932
  - Grimpoteuthis abyssicola O'Shea, 1999
  - Grimpoteuthis angularis Verhoeff & O'Shea, 2022
  - Grimpoteuthis bathynectes G. L. Voss & Pearcy, 1990
  - Grimpoteuthis boylei M. A. Collins, 2003
  - Grimpoteuthis challengeri M. A. Collins, 2003
  - Grimpoteuthis discoveryi M. A. Collins, 2003
  - Grimpoteuthis greeni Verhoeff & O'Shea, 2022
  - Grimpoteuthis hippocrepium (Hoyle, 1904)
  - Grimpoteuthis imperator A. Ziegler & Sagorny, 2021
  - Grimpoteuthis innominata (O'Shea, 1999)
  - Grimpoteuthis meangensis (Hoyle, 1885)
  - Grimpoteuthis megaptera (A. E. Verrill, 1885)
  - Grimpoteuthis pacifica (Hoyle, 1885)
  - Grimpoteuthis plena (A. E. Verrill, 1885)
  - Grimpoteuthis tuftsi G. L. Voss & Pearcy, 1990
  - Grimpoteuthis umbellata (P. Fischer, 1884)
  - Grimpoteuthis wuelkeri (Grimpe, 1920)

- Genere Luteuthis O'Shea, 1999
  - Luteuthis dentatus O'Shea, 1999
  - Luteuthis shuishi O'Shea & Lu, 2002